# قائمة الأهداف العكسية في كأس العالم للسيدات التابعة للفيفا
من بين 1،081 هدفًا تم تسجيلها في مباريات البطولات التسع النهائية لكأس العالم للسيدات، كان 33 هدفًا فقط ذاتيًا . في عام 1997، نشر الاتحاد الدولي لكرة القدم إرشادات لتصنيف الهدف الذاتي على أنه "عندما تلعب اللاعبة الكرة مباشرة في مرماه أو عندما تحول تسديدة أو عرضية أو تمريرة من الخصم إلى مرماه"، ويستبعد "التسديدات التي تكون على المرمى (أي متجهة إلى المرمى) وتلمس المدافعة أو ترتد من إطار المرمى وترتد من المدافعة أو حارسة المرمى". هذه قائمة بجميع الأهداف الذاتية التي سجلت خلال مباريات كأس العالم للسيدات (باستثناء مباريات التصفيات).
سجلت الولايات المتحدة أربعة أهداف عكسية لصالح منافسيها، بينما استفادت النرويج من خمسة أهداف عكسية. من أصل 31 مباراة شهدت أهدافًا عكسية، فاز الفريق الذي سجل هدفًا عكسيًا خمس مرات وتعادل ثلاث مرات. جميع الأهداف العكسية، باستثناء ثمانية، سُجلت في دور المجموعات من البطولة.
اللاعبة الوحيدة التي سجلت هدفين ذاتيين هي أنجي بونس من الإكوادور، حيث سجلت هدفين لصالح سويسرا في عام 2015. وسجلت لاحقًا أول هدف للإكوادور في كأس العالم في نفس المباراة.

## القائمة
| المفاتيح | المفاتيح                       |
| -------- | ------------------------------ |
|          | فاز فريق اللاعبة بالمباراة     |
|          | تعادل فريق اللاعبة في المباراة |

| #  | اللاعبة           | الوقت | البلد            | الهدف | النتيجة | الخصم            | البطولة                    | الدور            | التاريخ        | تقرير الفيفا |
| -- | ----------------- | ----- | ---------------- | ----- | ------- | ---------------- | -------------------------- | ---------------- | -------------- | ------------ |
| 1  | تيري ماكاهيل      | 30'   | نيوزيلندا        | 0–1   | 0–4     | النرويج          | الصين، 1991                | مرحلة المجموعات  | 1991 نوفمبر 19 | تقرير        |
| 2  | سايوري ياماغوتشي  | 70'   | اليابان          | 0–8   | 0–8     | السويد           | الصين، 1991                | مرحلة المجموعات  | 1991 نوفمبر 19 | تقرير        |
| 3  | إيفياني تشيجيني   | 19'   | نيجيريا          | 1–1   | 1–7     | الولايات المتحدة | الولايات المتحدة، 1999     | مرحلة المجموعات  | 1999 يونيو 24  | تقرير        |
| 4  | هيرومي إيكيدا     | 26'   | اليابان          | 0–2   | 0–4     | النرويج          | الولايات المتحدة، 1999     | مرحلة المجموعات  | 1999 يونيو 26  | تقرير        |
| 5  | براندي تشاستين    | 5'    | الولايات المتحدة | 0–1   | 3–2     | ألمانيا          | الولايات المتحدة، 1999     | ربع النهائي      | 1999 يوليو 01  | تقرير        |
| 6  | ديان ألاجيتش      | 39'   | أستراليا         | 1–1   | 1–2     | روسيا            | الولايات المتحدة، 2003     | مرحلة المجموعات  | 2003 سبتمبر 21 | تقرير        |
| 7  | إيفا غونزاليس     | 9'    | الأرجنتين        | 0–1   | 1–6     | إنجلترا          | 2007، الصين                | مرحلة المجموعات  | 2007 سبتمبر 17 | تقرير        |
| 8  | ترين رونينج       | 42'   | النرويج          | 0–1   | 0–3     | ألمانيا          | 2007، الصين                | نصف النهائي      | 2007 سبتمبر 26 | تقرير        |
| 9  | ليزلي أوسبورن     | 20'   | الولايات المتحدة | 0–1   | 0–4     | البرازيل         | 2007، الصين                | نصف النهائي      | 2007 سبتمبر 27 | تقرير        |
| 10 | إيمي ليبيلبيت     | 35'   | الولايات المتحدة | 0–2   | 1–2     | السويد           | ألمانيا، 2015              | مرحلة المجموعات  | 2011 يوليو 06  | تقرير        |
| 11 | داياني            | 2'    | البرازيل         | 0–1   | 2–2aet  | الولايات المتحدة | ألمانيا، 2015              | ربع النهائي      | 2011 يوليو 10  | تقرير        |
| 12 | ديزاير أوبارانويا | 21'   | نيجيريا          | 0–1   | 3–3     | السويد           | كندا، 2015                 | مرحلة المجموعات  | 2015 يونيو 08  | تقرير        |
| 13 | أنجي بونس         | 24'   | الإكوادور        | 0–1   | 1–10    | سويسرا           | كندا، 2015                 | مرحلة المجموعات  | 2015 يونيو 12  | تقرير        |
| 14 | أنجي بونس         | 71'   | الإكوادور        | 1–8   | 1–10    | سويسرا           | كندا، 2015                 | مرحلة المجموعات  | 2015 يونيو 12  | تقرير        |
| 15 | جينيفر رويز       | 9'    | المكسيك          | 0–2   | 0–5     | فرنسا            | كندا، 2015                 | مرحلة المجموعات  | 2015 يونيو 17  | تقرير        |
| 16 | لورا باسيت        | 90+2' | إنجلترا          | 1–2   | 1–2     | اليابان          | كندا، 2015                 | نصف النهائي      | 2015 يوليو 01  | تقرير        |
| 17 | جولي إرتز         | 52'   | الولايات المتحدة | 4–2   | 5–2     | اليابان          | كندا، 2015                 | النهائي          | 2015 يوليو 05  | تقرير        |
| 18 | أوسيناتشي أوهال   | 37'   | نيجيريا          | 0–3   | 0–3     | النرويج          | فرنسا، 2019                | مرحلة المجموعات  | 2019 يونيو 08  | تقرير        |
| 19 | كيم دو يون        | 29'   | كوريا الجنوبية   | 0–1   | 0–2     | نيجيريا          | فرنسا، 2019                | مرحلة المجموعات  | 2019 يونيو 12  | تقرير        |
| 20 | ويندي رينار       | 54'   | فرنسا            | 1–1   | 2–1     | النرويج          | فرنسا، 2019                | مرحلة المجموعات  | 2019 يونيو 12  | تقرير        |
| 21 | مونيكا            | 66'   | البرازيل         | 2–3   | 2–3     | أستراليا         | فرنسا، 2019                | مرحلة المجموعات  | 2019 يونيو 13  | تقرير        |
| 22 | لي الكسندر        | 79'   | إسكتلندا         | 3–2   | 3–3     | الأرجنتين        | فرنسا، 2019                | مرحلة المجموعات  | 2019 يونيو 19  | تقرير        |
| 23 | أوريل أوونا       | 80'   | الكاميرون        | 1–1   | 2–1     | نيوزيلندا        | فرنسا، 2019                | مرحلة المجموعات  | 2019 يونيو 20  | تقرير        |
| 24 | وارابورن بوونسينغ | 48'   | تايلاند          | 0–1   | 0–2     | تشيلي            | فرنسا، 2019                | مرحلة المجموعات  | 2019 يونيو 20  | تقرير        |
| 25 | جونا اندريسون     | 50'   | السويد           | 0–2   | 0–2     | الولايات المتحدة | فرنسا، 2019                | مرحلة المجموعات  | 2019 يونيو 20  | تقرير        |
| 26 | فاليريا ديل كامبو | 21'   | كوستاريكا        | 0–1   | 0–3     | إسبانيا          | 2023، أستراليا / نيوزيلندا | مرحلة المجموعات  | 21 يوليو 2023  | تقرير        |
| 27 | حنان أيت الحاج    | 54'   | المغرب           | 0–4   | 0–6     | ألمانيا          | 2023، أستراليا / نيوزيلندا | مرحلة المجموعات  | 24 يوليو 2023  | تقرير        |
| 28 | زينب رضواني       | 79'   | المغرب           | 0–5   | 0–6     | ألمانيا          | 2023، أستراليا / نيوزيلندا | مرحلة المجموعات  | 24 يوليو 2023  | تقرير        |
| 29 | ميغان كونولي      | 45+5' | جمهورية أيرلندا  | 1–1   | 1–2     | كندا             | 2023، أستراليا / نيوزيلندا | مرحلة المجموعات  | 26 يوليو 2023  | تقرير        |
| 30 | أليسيا باركر      | 48'   | الفلبين          | 0–4   | 0–6     | النرويج          | 2023، أستراليا / نيوزيلندا | مرحلة المجموعات  | 30 يوليو 2023  | تقرير        |
| 31 | بينيديتا أورسي    | 32'   | إيطاليا          | 1–1   | 2–3     | جنوب إفريقيا     | 2023، أستراليا / نيوزيلندا | مرحلة المجموعات  | 2 أغسطس 2023   | تقرير        |
| 32 | لايا كودينا       | 11'   | إسبانيا          | 1–1   | 5–1     | سويسرا           | 2023، أستراليا / نيوزيلندا | الدور السادس عشر | 5 أغسطس 2023   | تقرير        |
| 33 | إنجريد إنجين      | 15'   | النرويج          | 0–1   | 1–3     | اليابان          | 2023، أستراليا / نيوزيلندا | الدور السادس عشر | 5 أغسطس 2023   | تقرير        |

الملاحظات
1. ↑  خسرت البرازيل 3-5 بركلات الترجيح.

## الإحصائيات والأهداف الذاتية البارزة
الوقت
- أول هدف ذاتي على الإطلاق

- تيري ماكاهيل، نيوزيلندا ضد النرويج، 1991.

- أسرع هدف ذاتي

- ديان، 2'، البرازيل ضد الولايات المتحدة، 2011 .

- آخر هدف ذاتي في الوقت الأصلي

- لورا باسيت، 90+2'، إنجلترا ضد اليابان، 2015 .

- الهدف الذاتي الوحيد في المباراة النهائية

- جولي إرتز، الولايات المتحدة ضد اليابان، 2015 .

- مباريات بهدفين ذاتيين

- الإكوادور ضد سويسرا، 2015 . سجلت أنجي بونس لاعبة الإكوادور هدفين لصالح سويسرا.
- ألمانيا ضد المغرب 2023 . وسجلت كل من حنان آيت الحاج وزينب رضواني من المغرب هدفي ألمانيا.

البطولة
- أكثر عدد أهداف ذاتية في البطولة

- 8 (2019، 2023)

- أقل عدد من الأهداف الذاتية في البطولة

- 0 (1995)

- أكبر عدد من الأهداف الذاتية لفريق في بطولة واحدة

- 2،  الإكوادور (2015)،  المغرب (2023)

- أكبر عدد من الأهداف الذاتية لصالح فريق في بطولة واحدة

- 2،   سويسرا (2015)،  اليابان (2015)،  النرويج (2019)،  ألمانيا (2023)

الفرق
- أكثر عدد أهداف ذاتية التي سجلها فريق، بشكل عام

- 4،  الولايات المتحدة

- أكثر عدد أهداف ذاتية لصالح الفريق، بشكل عام

- 5،  النرويج

- أكثر عدد مباريات، بدون أي هدف ذاتي

- 47،  ألمانيا

- أكثر عدد مباريات لم تستفد من هدف ذاتي

- 36،  الصين

- أكثر عدد مباريات لم تسجل فيها أي أهداف أو تستفيد من أهداف ذاتية

- 36،  الصين

- الفرق التي سجلت أهدافًا ذاتية متعددة لنفس الخصم

-  الإكوادور سجلوا هدفين في مرماهم لصالح   سويسرا (2015)
-  المغرب سجلوا هدفين في مرماهم لصالح  ألمانيا (2023)

- أزواج من الفرق التي سجلت أهدافًا في مرماها لبعضها البعض

-  البرازيل و الولايات المتحدة (2007، 2011)
-  الولايات المتحدة و السويد (2011، 2019)
-  اليابان و النرويج (1999، 2023)

اللاعبات
- أصغر لاعبة سجلت هدفًا ذاتيًا

- إيفياني تشيجيني، 16 عامًا، نيجيريا ضد الولايات المتحدة، 1999

- أكبر لاعبة سجلت هدفًا ذاتيًا

- مونيكا، 32 عامًا، البرازيل ضد أستراليا، 2019

- اللاعبون الذين سجلوا أهدافًا ذاتية وأهدافًا عادية
  - سجلت براندي تشاستين من الولايات المتحدة هدفًا ضد ألمانيا في عام 1999
  - سجلت إيفا جونزاليس لاعبة الأرجنتين هدفًا ضد إنجلترا في عام 2007
  - سجلت ترين رونينج من النرويج هدفًا ضد تايلاند في عام 2015
  - أنجي بونس لاعبة الإكوادور تسجل هدفًا ضد سويسرا في عام 2015
  - سجلت ويندي رينارد لاعبة فرنسا هدفين ضد كوريا الجنوبية، ومرة ضد نيجيريا، ومرة ضد الولايات المتحدة في عام 2019، ومرة ضد البرازيل في عام 2023.
  - سجلت جولي إيرتز (ني جونستون) من الولايات المتحدة هدفًا ضد تشيلي في عام 2019
  - سجلت لايا كودينا لاعبة إسبانيا هدفًا ضد سويسرا في عام 2023

- اللاعبات اللاتي سجلن لكلا الفريقين في المباراة
  - براندي تشاستاين، الولايات المتحدة ضد ألمانيا، 1999
  - إيفا غونزاليس، الأرجنتين ضد إنجلترا، 2007
  - أنجي بونس، الإكوادور ضد سويسرا، 2015 (هدفان ذاتيان، هدف عادي واحد)
  - لايا كودينا، إسبانيا ضد سويسرا، 2023

متنوع
- الهدف الذي سجلته البرازيلية مونيكا لصالح أستراليا في عام 2019 كان أول هدف ذاتي يتم تأكيده من خلال تقنية الفيديو .
- سجلت زميلتا فريق نادي برشلونة للسيدات لايا كودينا من إسبانيا وإنغريد سيرستاد إنجن من النرويج هدفين ذاتيين في مباراتين مختلفتين في نفس اليوم (5 أغسطس 2023).
- بعد تسجيل هدف ذاتي واحد لليابان في عام 2023 (0-1)، كانت إنغريد سيرستاد إنجن من النرويج آخر لاعبة تصل إلى الكرة التي دخلت الهدف التالي لليابان (1-2)؛ نظرًا لأن الضربة الأولى من ريسا شيميزو من اليابان كانت على المرمى، لم يتم تسجيلها كهدف ذاتي ثانٍ.
-  الإكوادور سجلوا أهدافًا ذاتية أكثر (اثنين) من الأهداف العادية (واحد).
-  المغرب سجلوا أهدافًا ذاتية أكثر (اثنان) من الأهداف العادية (واحد). سجل أهدافًا ذاتية (اثنان) بقدر الأهداف العادية (اثنان).
-  تشيلي استفاد من عدد كبير من الأهداف الذاتية (واحد) مثل الأهداف العادية (واحد).

## حسب البلد
| الفريق           | أهداف ذاتية من قبل | أهداف ذاتية من قبل |
| الفريق           | اللاعبات           | الخصوم             |
| ---------------- | ------------------ | ------------------ |
| الولايات المتحدة | 4                  | 3                  |
| نيجيريا          | 3                  | 1                  |
| الإكوادور        | 2                  | 0                  |
| المغرب           | 2                  | 0                  |
| البرازيل         | 2                  | 1                  |
| اليابان          | 2                  | 3                  |
| النرويج          | 2                  | 5                  |
| الكاميرون        | 1                  | 0                  |
| كوستاريكا        | 1                  | 0                  |
| إيطاليا          | 1                  | 0                  |
| المكسيك          | 1                  | 0                  |
| الفلبين          | 1                  | 0                  |
| جمهورية أيرلندا  | 1                  | 0                  |
| إسكتلندا         | 1                  | 0                  |
| كوريا الجنوبية   | 1                  | 0                  |
| تايلاند          | 1                  | 0                  |
| الأرجنتين        | 1                  | 1                  |
| أستراليا         | 1                  | 1                  |
| إنجلترا          | 1                  | 1                  |
| فرنسا            | 1                  | 1                  |
| نيوزيلندا        | 1                  | 1                  |
| إسبانيا          | 1                  | 1                  |
| السويد           | 1                  | 3                  |
| كندا             | 0                  | 1                  |
| تشيلي            | 0                  | 1                  |
| روسيا            | 0                  | 1                  |
| جنوب إفريقيا     | 0                  | 1                  |
| سويسرا           | 0                  | 3                  |
| ألمانيا          | 0                  | 4                  |

## الملاحظات
1. ↑  شهدت مباراتان هدفين ذاتيين.
2. ↑  وفقًا للاتفاقية الإحصائية في كرة القدم، يتم احتساب المباريات التي يتم حسمها في الوقت الإضافي على أنها انتصارات وخسارة، في حين يتم احتساب المباريات التي يتم حسمها بركلات الترجيح على أنها تعادلات.